# Tuvalu A-Division
Tuvalu A-Division este primul eșalon din sistemul competițional fotbalistic din Tuvalu.

## Echipele sezonului 2012
- FC Manu Laeva
- FC Nanumaga
- FC Niutao
- FC Tofaga
- Lakena United
- Nauti FC
- Nui
- Tamanuku

## Foste campioane
- 2001: FC Niutao
- 2002: FC Niutao
- 2003: FC Niutao
- 2004: Lakena United
- 2005: Nauti FC
- 2006: Lakena United
- 2007: Nauti FC
- 2008: Nauti FC
- 2009: Nauti FC
- 2010: Nauti FC
- 2011: Nauti FC